# Touillon-et-Loutelet
Touillon-et-Loutelet település Franciaországban, Doubs megyében. Lakosainak száma 267 fő (2022. január 1.). Touillon-et-Loutelet Montperreux, Métabief, Les Hôpitaux-Vieux, Saint-Antoine, Malbuisson és Les Hôpitaux-Neufs községekkel határos.

## Népesség
A település népessége az elmúlt években az alábbi módon változott:
| Lakosok száma | 56   | 72   | 101  | 206  | 235  | 250  | 269  | 275  | 273  | 267  |
|               | 1968 | 1982 | 1990 | 2006 | 2013 | 2015 | 2017 | 2019 | 2020 | 2022 |